# Baby (Ashanti-låt)
"Baby" är en R&B-låt framförd av den amerikanska sångerskan Ashanti, skriven av henne själv, Irving Lorenzo, Andre Parker, Brad Jordan, Mike Dean. Midtempo-spåret producerades av 7 Aurelius till Ashantis debutalbum Ashanti (2002).
"Baby" är en R&B-låt som bland annat innehåller musik från syntar, gitarrer och piano. Ashanti sjunger om en djup förälskelse som tagit kontroll över hennes liv. I en vers sjunger sångerskan; "I never knew another human life/(Didn't know)/Could have the power to take over mine". I refrängen upprepar framföraren 'Baby' i olika tonarter. Sammanlagt sjungs ordet 120 gånger innan den fyra och halv minuter långa låten är slut. "Baby" gavs ut som den tredje singeln från Ashantis debutalbum den 17 november 2002. I januari följande år mottog låten en Spin Award för över 100.000 amerikanska radiospelningar. Som uppföljare till smash-hitsen "Always on Time", "What's Luv", "Foolish" och "Happy" blev singeln blev en ytterligare stor framgång för Ashanti på R&B-marknaden. Låten tog sig till en sjätteplats på topplistan Hot R&B/Hip-Hop Songs. På mainstream-listan Billboard Hot 100 räckte försäljningen till en 15:e plats. Internationellt hade albumets tredje singel mindre framgång än tidigare utgivningar. Låten nådde 48:e respektive 89:e plats i Nederländerna och Tyskland.
Musikvideon till singeln regisserades av skivbolagschefen och rapparen Irv Gotti. Skådespelerskan Nia Long medverkar. 

## Format och innehållsförteckningar
- Amerikansk promosingel

1. "Happy" - 4:31

- Amerikansk vinylsingel

1. "Baby" (Radio Edit) - 4:25
2. "Baby" (Instrumental)	- 4:25
3. "Baby" (Remix Clean) - 4:49
4. "Baby" (Remix Clean) - 4:54

- Amerikansk CD-singel

1. "Baby" (LP Version) (Clean)
2. "Baby" (Instrumental)
3. "Baby" (Call Out Research Hook)

- Europeisk CD/Maxi-singel

1. "Baby" (Radio Edit) - 4:28
2. "Baby" (Video)

## Topplistor
| Lista (2002)                          | Topplacering |
| ------------------------------------- | ------------ |
| Tyskland (Media Control Charts)       | 89           |
| Nederländerna (Nederlandse Top 40)    | 48           |
| USA (Billboard Hot R&B/Hip-Hop Songs) | 6            |
| USA (Billboard Hot 100)               | 15           |